# Прогресивна партія США (1912 року)

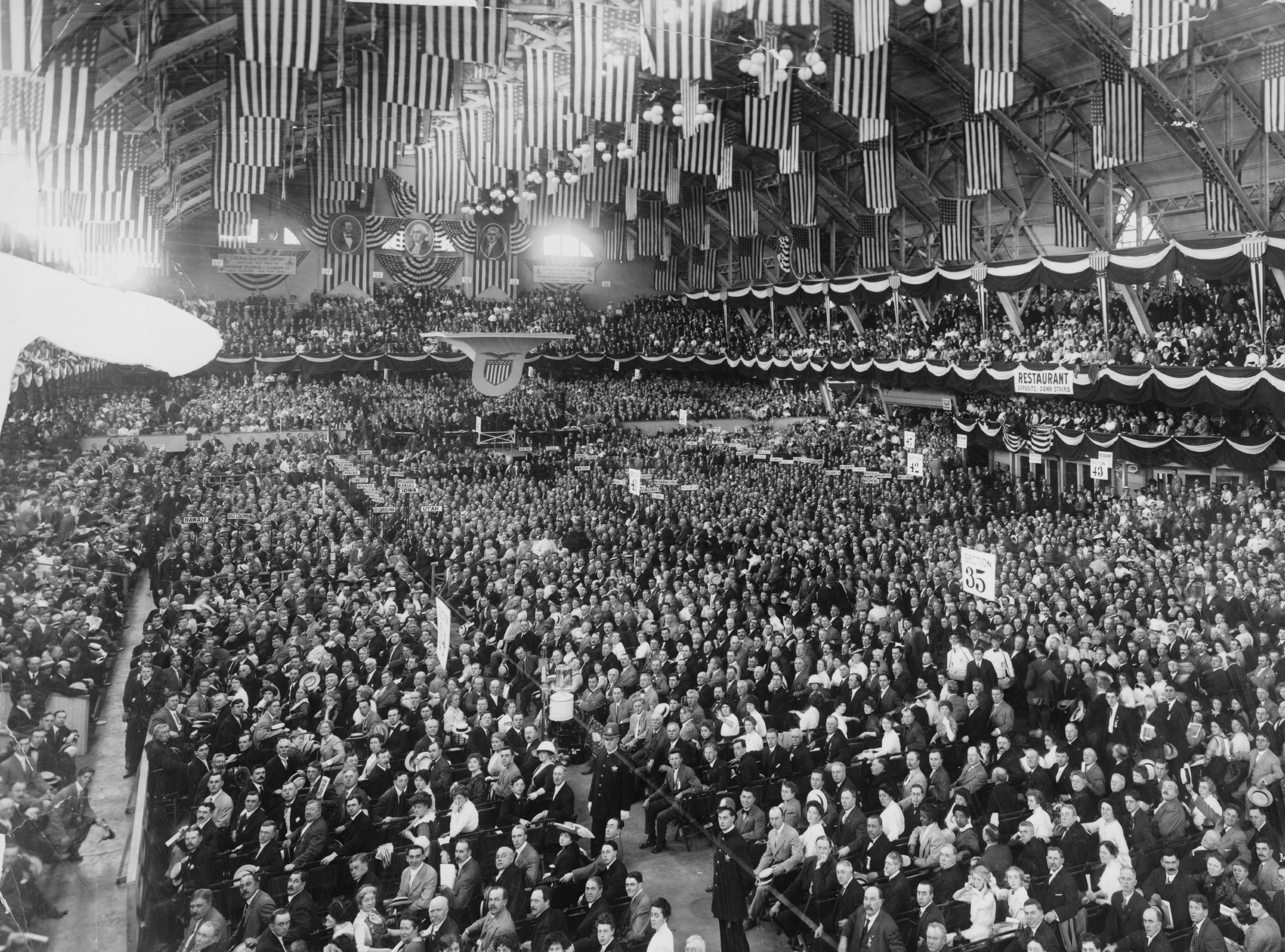
Збори Прогресивної партії у Чиказькому Колізеї, 6 серпня 1912 р.

Прогресивна партія (1912 року) — політична партія США на початку XX століття, що виникла в результаті розколу всередині Республіканської партії під час передвиборчої президентської кампанії 1912 року. Колишній президент-республіканець Теодор Рузвельт, що не одержав підтримки республіканців при висуванні кандидатури на виборах, відколовся разом зі своїми прихильниками з прогресивного крила партії і створив нову партію.
На президентських виборах 1912 року Рузвельт зайняв друге місце, проте, він настільки відстав від Вудро Вільсона (88 голосів у Рузвельта проти 435 — у Вільсона), що було абсолютно ясно, що він не зможе повернутися до Білого дому. Це разом з низькими результатами на місцевих виборах призвело до падіння престижу партії і виходом багатьох лідерів. На наступних президентських виборах 1916 року Прогресивна партія знову висунула Рузвельта, але він відмовився на користь кандидата республіканців Чарльза Еванса Г'юза. Після цього партія розпалася на національному рівні, хоча в деяких штатах (наприклад, в Вашингтоні) протягом певного часу ще залишалися її відділення.